# Rafnia perfoliata
Rafnia perfoliata är en ärtväxtart som beskrevs av Ernst Meyer. Rafnia perfoliata ingår i släktet Rafnia och familjen ärtväxter. Inga underarter finns listade i Catalogue of Life.